# (13772) Livius
(13772) Livius es un asteroide perteneciente al cinturón de asteroides descubierto por Eric Walter Elst desde el Observatorio de La Silla, Chile, el 18 de septiembre de 1998.

## Designación y nombre
Livius recibió inicialmente la designación de 1998 SV163.
Más adelante, en 2005, se nombró en honor del historiador romano Tito Livio (59 a. C.-17 d. C.).

## Características orbitales
Livius está situado a una distancia media del Sol de 3,02 ua, pudiendo alejarse hasta 3,135 ua y acercarse hasta 2,906 ua. Tiene una excentricidad de 0,03798 y una inclinación orbital de 11,06 grados. Emplea 1917 días en completar una órbita alrededor del Sol. El movimiento de Livius sobre el fondo estelar es de 0,1878 grados por día.

## Características físicas
La magnitud absoluta de Livius es 12,9.